# Flibanserin
Il  Flibanserin è un agonista e antagonista dei recettori della serotonina (MSAA) indicato nel trattamento del disordine ipoattivo del desiderio sessuale (in inglese: hypoactive sexual desire disorder (HSDD)) sia nelle donne in pre-menopausa che nelle donne in menopausa. 
Agisce influenzando positivamente lo stato d’animo e l’umore riattivando l’impulso, la voglia e il desiderio sessuale della donna.
Il farmaco è stato brevettato dalla Boehringer Ingelheim tedesca (BIMT-17) e sviluppato dalla Sprout Pharmaceuticals statunitense con sede a Raleigh in Nord Carolina, con il nome di Addyi.
La Sprout Pharmaceuticals è stata acquistata da Valeant Pharmaceuticals nel terzo trimestre 2015, diventandone una divisione.
Flibanserin determina gravi fenomeni di ipotensione quando associato ad alcool o antifungini.

## Storia
Inizialmente sviluppato dalla Boehringer Ingelheim nella depressione, dove non ha mostrato una significativa efficacia clinica; ha presentato invece, una certa attività sull'item clinico: Quanto è forte il desiderio sessuale? migliorandolo. 
Infatti, le donne in pre-menopausa (circa 5 000) che avevano assunto il farmaco e coinvolte nelle sperimentazioni cliniche, riferivano incremento del desiderio sessuale in modo più accentuato rispetto a quelle che avevano assunto il placebo.
L'8 ottobre del 2010, la Boehringer interrompe lo sviluppo del farmaco, per la evidente inefficacia come antidepressivo.
Partendo da questa premessa il farmaco è stato successivamente studiato dalla Sprout Pharmaceuticals statunitense nell'HSDD. Questa il 27 giugno 2013, ripresenta il dossier per la registrazione e approvazione, da parte della FDA, del flibanserin, citando ulteriori due studi di che dimostrano dell'incapacità del farmaco di interferire con la capacità di guida e di non interferisce con i processi biochimici.
In uno studio condotto nel 2014 da ricercatori della George Washington University School of Medicine, Washington, il Flibanserin è stato somministrato per 24 settimane a 100 mg una volta al giorno al momento di coricarsi a 468 donne mentre 481 hanno avuto il placebo; si è visto che le donne trattate con Flibanserin hanno avuto benefici, solo, nel 37,6% rispetto alle donne non trattate con placebo che hanno avuto il 28.0% di benefici.
Il 4 giugno 2015, la Food and Drug Administration (FDA) ha convocato il comitato consultivo scientifico per rivedere l'efficacia e la sicurezza di Flibanserin ai fini di una successiva approvazione e immissione in commercio della stessa molecola.
Il 18 agosto 2015 la FDA, con 18 esperti che hanno votato per l'inserimento del Flibanserin (raccomandando l'inserimento di opzioni di gestione del rischio oltre la normale etichettatura) e 6 esperti che hanno votato contro l'approvazione del farmaco, il flibanserin viene quindi approvato per l'uso nel miglioramento del desiderio sessuale femminile.
Secondo una valutazione economica di Bloomberg Intelligence, Addyi potrebbe aggiungere fino a 150 milioni di dollari alle vendite di Valeant nel quarto trimestre dell'anno, con un potenziale di mercato di 1.3 miliardi di $ anno.

### Critiche
Molte delle critiche mosse alla immissione in commercio del farmaco nascono per il prevedibile possibile uso off-label e per i rischi conseguenti alla contemporanea assunzione con l'alcool.
(Nappi RE DELL'Università degli Studi di Pavia)

Inoltre, il profilo di efficacia non sembra essere particolarmente alto, e secondo alcuni ricercatori: 
(Meixel A., Yanchar E., Fugh-Berman A,Hypoactive sexual desire disorder: inventing a disease to sell low libido.J Med Ethics. 2015 Jun 29.)

## Farmacodinamica
Nel 2002 è stata definita la farmacodinamica del Flibanserin.
Il Flibanserin ha affinità per i recettori:
| Neurotramettitore | Recettore                | affinità       | attività    |
| ----------------- | ------------------------ | -------------- | ----------- |
| serotonina        | 5-HT(1A) (Ki = 1 nM)     | alta           | agonista    |
| dopamina          | D(4k) (Ki = 49 nM)       | parziale       | agonista    |
| serotonina        | 5-HT(2A) (Ki = 4–24 nM)  | alta (in vivo) | antagonista |
| serotonina        | 5-HT(2B) (Ki = 89.3 nM)  | bassa          | agonista    |
| serotonina        | 5-HT(2AC) (Ki = 88.3 nM) | bassa          | agonista    |

Aumenta il firing neuronale sui nucleo del rafe dorsale, e della corteccia.
Potrebbe avere un potenziale effetto antipsicotico e non determina a dosi terapeutiche rilevanti gravi effetti collaterali. 
Il flibanserin è stato descritto come un disinibitore noradrenalina-dopamina (NDDI). Infatti, esso facilita il rilascio della noradrenalina e dopamina nella corteccia prefrontale, attivando i recettori 5-HT(1A) in questa area del SNC.
Il possibile meccanismo d'azione sull'HSDD è ben descritto da Stephen M. Stahl del Dipartimento di Psichiatria, dell'Università della California-San Diego negli USA in un articolo del 2010. Secondo il ricercatore, infatti, il Flibanserin possiede un particolare modello di modulazione neuronale. 
Esso, infatti, aumenta in modo persistente il livello basale di dopamina e noradrenalina. 
Inoltre, il farmaco riduce in modo transitorio in alcune aree cerebrali il livello di 5-HT come la corteccia prefrontale, il nucleo accumbens e l'ipotalamo, ma non agirebbe su altre are del cervello come l'ippocampo.
Dal momento che dopamina e noradrenalina hanno una funzione eccitatoria, mentre la 5-HT ha una funzione inibitoria sul desiderio sessuale e l'eccitazione, si postula che il farmaco possedendo questi meccanismi recettoriali e neuromodulatori esplichi la sua attività clinica sul desiderio sessuale in donne con HSDD.

## Farmacocinetica
Con la somministrazione orale circa il 90 % di farmaco raggiunge il plasma in forma attiva.
Il suo volume di distribuzione è di circa 180 litri.
IL Flibanserin è metabolizzato dal citocromo P450 tramite l'isoenzima CYP3A4 ed in misura minore dall'isoenzima CYP2D6; il metabolita inattivo è il flibanserin 6, 21-disulfato.
L'escrezione del Flibanserin e dei suoi metaboliti è simile sia a livello biliare che a livello urinario.
L'emivita plasmatica è di circa 10 ore mentre per i suoi metaboliti è di circa 66 ore.

## Effetti collaterali
In studi clinici, gli effetti collaterali comuni (> 10%) sono stati: le vertigini, stanchezza e nausea. 
Non comuni (da 1 a 10%) sono stati: insonnia, ansia, secchezza delle fauci, dolore addominale, stipsi, minzione notturna, palpitazioni e lo stress.
Il rischio di sincope può essere aumentato con il Flibanserin. 
Analogamente, il rischio di incidenti e lesioni traumatiche, usando il Flibanserin, può essere aumentato a causa dei suoi effetti collaterali di tipo sedativo.

## Interazioni
Il Flibanserin è metabolizzato dal sistema del citocromo P450, vi è quindi un rischio reale di una potenziale interazione con inibitori e induttori di tale sistema enzimatico. 
Pertanto, l'uso concomitante del ketoconazolo (CYP3A4 inibitore) comporta un significativo aumento dei metaboliti del Flibaserin nel plasma, comportando ciò una minore tollerabilità dello stesso.
Un aumento significativo degli effetti collaterali con il Flibanserin si ha con l'uso concomitante di SSRI, triptani, con la pillola anticoncezionale e con l'alcool.